# Delta Niemna

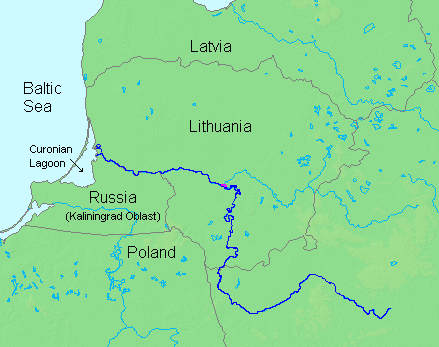
Niemen

Delta Niemna (lit. Nemuno delta, niem. Memel Niederung) – delta rzeki Niemen u ujścia do Morza Bałtyckiego tworzona jest przez sieć koryt i kanałów rzecznych, tworzących poldery i mokradła. Ze względu na walory środowiska na obszarze tym rozwija się ekoturystyka.
Główną odnogą Niemna jest Atmata. Pozostałe to: Pakalne, Upaite, Skirvyte, Vorusne i inne. Pośrodku delty znajduje się największa wyspa Litwy – Ruś. Na wyspie znajduje się największa miejscowość w delcie rzeki, zamieszkana przez 2,5 tysiąca mieszkańców.

## Delta
Tereny podmokłe w delcie Niemna znajdują się pod ochroną Konwencji ramsarskiej. W celu ochrony dzikiej przyrody oraz promocji badań w 1992 r. powstał Park Regionalny Delty Niemna. Obejmuje on 239,5 km² i obejmuje 14 rezerwatów przyrody, a także jeden zbiornik retencyjny. Około 20% powierzchni Parku stanowią wody. Od 1999 r., w październiku organizowane jest liczenie ptaków przez litewskie Stowarzyszenie Ornitologów i administrację parku regionalnego. Każdego roku delta jest zalewana, jednak największe zagrożenie dla niej stanowi zanieczyszczenie, rozwój rolnictwa, rybołówstwa i turystyki.

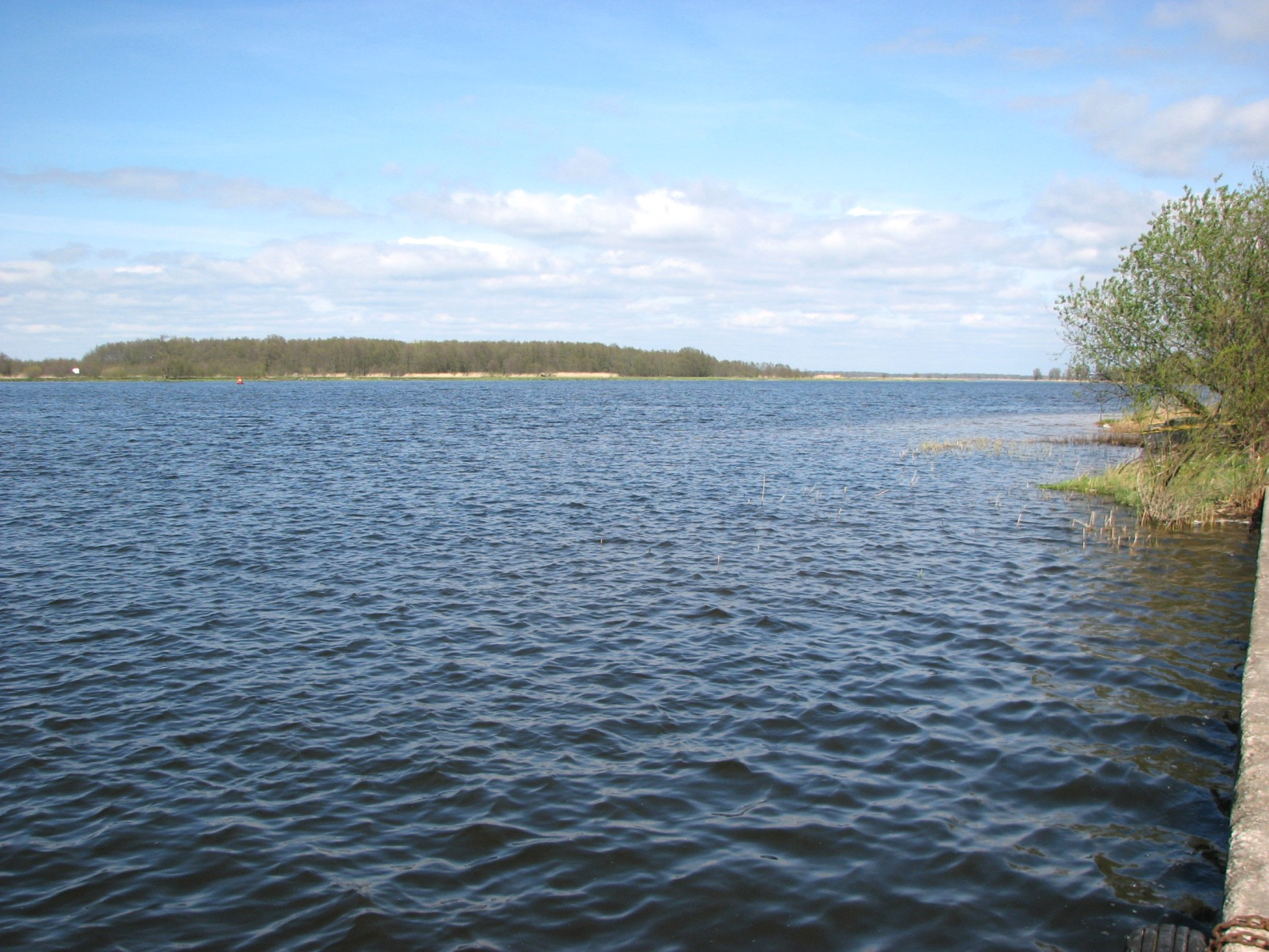
Rzeka Atmata

W trakcie wiosennego sezonu lęgowego delta zamieszkana jest przez wiele rzadkich gatunków ptaków. Całkowita liczba gatunków wynosi około 200, z czego ok. 40 z nich zostało wpisane do litewskiej Czerwonej księgi gatunków zagrożonych. Delta stanowi także istotny przystanek dla ptaków migrujących. Miliony ptaków, reprezentujących liczne gatunki, przelatują przez te rejony każdego roku. Wśród nich znajdują się gatunki zagrożone wyginięciem, takie jak: bielik zwyczajny, bernikla białolica, żurawie, biegus zmienny czy wodniczka.
Główny ośrodek badań znajduje się na Przylądku Ventė. W 1929 r. litewski zoolog Tadas Ivanauskas założył stację obrączkowania ptaków, jedną z pierwszych w Europie. Stwierdzono, że zaobrączkowane na przylądku ptaki migrowały do Iranu, Egiptu, a nawet do RPA.
Do ssaków występujących w delcie Niemna zalicza się: lisy, bobry, łosie, dziki oraz wydry.
Kolejnym interesującym elementem delty jest jezioro Krokų Lanka, położone u ujścia rzeki. Powstało ono w wyniku oddzielenia od Zalewu Kurońskiego. Jest to największe jezioro położone w delcie, obejmujące 7,93 km² i jest jedynym na Litwie jeziorem pochodzenia morskiego.

## Mapy
- Mapa Parku Regionalnego Delty Niemna. survigloters.supermedia.pl. [zarchiwizowane z tego adresu (2007-03-27)].
- Mapa Delty Niemna. balticdata.info. [zarchiwizowane z tego adresu (2005-10-07)].
- Współrzędne delty Niemna to 55°18′00″N 21°00′00″E